# Йозеф Бранднер
Йозеф Вільгельм «Зепп» Бранднер (нім. Josef Wilhelm "Sepp" Brandner; 1 вересня 1915, Гогенберг — 6 червня 1996, Відень) — австрійський і німецький офіцер, майор вермахту. Кавалер Лицарського хреста Залізного хреста з дубовим листям.

## Біографія
В 1936 році вступив в австрійську армію. Після аншлюсу в березні 1938 року автоматично перейшов у вермахт, служив в артилерії. Учасник Польської і Французької кампаній. На початку 1941 року переведений в штурмову артилерію. Учасник Німецько-радянської війни. З жовтня 1941 року — командир взводу, пізніше — батареї 202-го дивізіону штурмових гармат. 17 січня 1942 року важко поранений і тільки в лютому 1943 року повернувся на службу. З осені 1943 року — командир 912-ї бригади штурмових гармат. З грудня 1944 року бився в Курляндському котлі. 9 травня 1945 року здався радянським військам. В 1948 році звільнений. Знову служив в австрійській армії.

## Звання
- Формайстер австрійської армії (24 жовтня 1937)
- Оберєфрейтор вермахту (1 жовтня 1938)
- Унтерофіцер (1 грудня 1938)
- Вахмістр (1 квітня 1940)
- Кандидат в офіцери (4 травня 1940)
- Оберлейтенант (1 червня 1942)
- Гауптман (1 червня 1943)
- Майор (квітень 1945)

## Нагороди
- Медаль «У пам'ять 1 жовтня 1938 року» із застібкою «Празький град»
- Залізний хрест
  - 2-го класу (14 жовтня 1941)
  - 1-го класу (16 січня 1942)
- Нагрудний знак «За поранення»
  - в чорному (23 березня 1942)
  - в сріблі (21 серпня 1943)
- Штурмовий піхотний знак в сріблі (4 квітня 1942)
- Медаль «За зимову кампанію на Сході 1941/42» (1 серпня 1942)
- Німецький хрест в золоті (14 вересня 1943)
- Почесна застібка на орденську стрічку для Сухопутних військ (№3311; 7 вересня 1944)
- Нагрудний знак «За участь у загальних штурмових атаках» 4-го ступеня «100» (20 жовтня 1944)
- Лицарський хрест Залізного хреста з дубовим листям
  - лицарський хрест (17 березня 1945)
  - дубове листя (№846; 26 квітня 1945)
- Нагрудний знак ближнього бою в бронзі (11 квітня 1945)
- Нарукавна стрічка «Курляндія» (4 травня 1945)
- Бойовий хрест Європи (1 травня 1975)
- Срібний знак «За заслуги перед Австрійською Республікою» (7 липня 1994)